# 古斯塔夫·马勒青年管弦乐团
古斯塔夫·马勒青年管弦乐团（德語：Gustav Mahler Jugendorchester，简称GMJO）是一支创立于1986年的青年管弦乐团，其成员来自欧洲多个国家。该乐团被认为是目前世界上青年乐团的引领者。
1986年指挥家克劳迪奥·阿巴多在奥地利成立了古斯塔夫·马勒青年乐团，一方面它招引奥地利年轻的乐器演奏家入队，另一方面也欢迎当时的社会主义国家捷克斯洛伐克和匈牙利的音乐家加盟。这样，乐团就是世界上首支在当时铁幕东面国家进行演出的青年乐团。1992年乐团对欧洲所有国家开放大门，乐团每年在超过25个欧洲城市进行试听招募工作。以其在2005年冬游的演出成员名单看来，乐团的成员来自西欧德国，奥地利，法国，意大利，荷兰，英国，比利时，西班牙等，而东欧国家斯洛伐克，俄国，波兰，拉脱维亚，保加利亚等国家的音乐家成为乐团重要力量。目前乐团首席小提琴，队长为拉斐尔·克里斯（Raphael Christ），来自德国。
乐团编制非常庞大，足以演奏阿尔卑斯交响曲。音乐指导为阿巴多，助理指挥克里斯多夫·穆勒。2005年乐团东游，共出动演奏人员：22第一小提琴，20第二小提琴，18中提琴，13大提琴，12低音提琴，4长笛，4双簧管，4单簧管，4巴松，10圆号，5小号，4长号，2低音长号，2大号，5打击乐，2竖琴，1钢片琴，1管风琴。
乐团自成立起，已经得到很多世界著名指挥家的指点提携：其创始人克劳迪奥·阿巴多，皮埃尔·布列兹，伯纳德·海廷克，马里斯·杨颂斯，小泽征尔和弗朗兹·威尔瑟-莫斯特。而独奏家阿格丽姬，拉杜·鲁普，安娜-苏菲·穆特，演唱家洁西·诺曼，安娜·索菲·冯·奥托都跟乐团合作过。
乐团的足迹遍及欧洲，维也纳爱乐之友大厅，卢塞恩音乐节，萨尔斯堡音乐节和萨尔斯堡复活节音乐节等。